# Wikipédia en espéranto

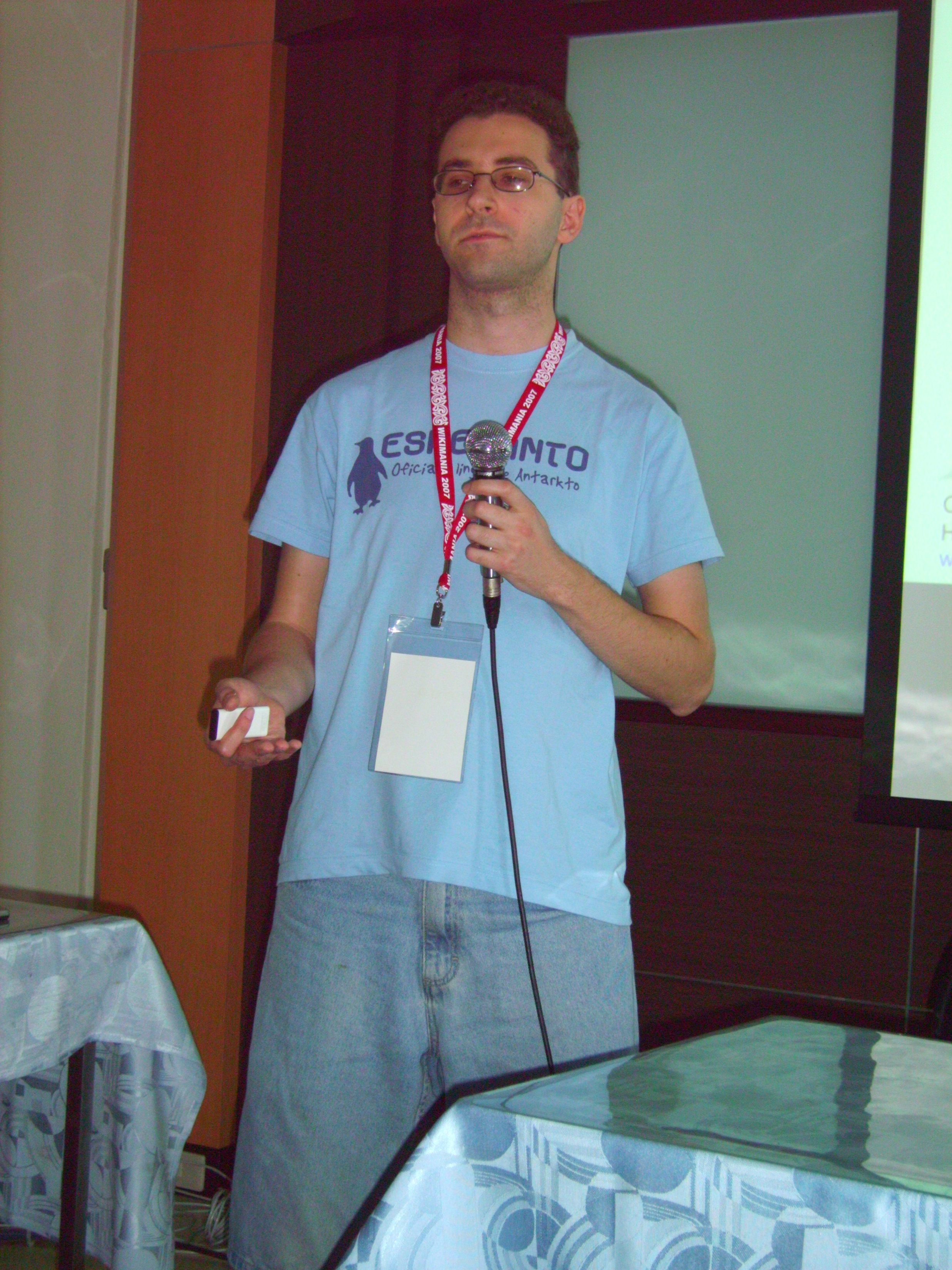
Chuck Smith, le fondateur de Wikipédia en espéranto.

Wikipédia en espéranto (en espéranto : Vikipedio en Esperanto) est l’édition de Wikipédia en espéranto, langue construite. L'édition est lancée officiellement le 11 mai 2001 et dans les faits le 6 novembre 2001 par Chuck Smith, un espérantophone américain. C'est l'un des principaux sites Internet en espéranto. Comme l'espéranto est une langue construite, la très grande majorité des utilisateurs n'ont pas l'espéranto comme langue maternelle. Son code est : eo.
Au 22 mars 2025, l'édition en espéranto contient 367 986 articles et compte 234 655 contributeurs, dont 300 contributeurs actifs et 12 administrateurs.
Les autres éditions de Wikipédia en langue construite sont, par ordre de date de lancement :  interlingua, créée en 2002 (29 863 articles) ; volapük (40 824 articles) ; ido (54 508 articles) ; interlingue (13 092 articles) ; lojban, créées en 2004 (1 338 articles) ; novial, créée en 2006 (1 858 articles) ; lingua franca nova, créée en 2018 (4 459 articles) et kotava, créée en 2020 (29 892 articles).

## Historique

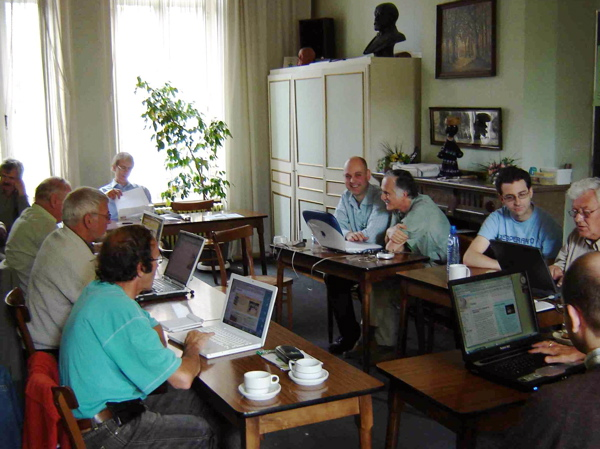
Un atelier d'édition de Wikipédia durant une rencontre espérantiste à Anvers en 2007.

### Lancement (2001)
La Wikipédia en espéranto est fondée le 6 novembre 2001 par Chuck Smith, un étudiant américain espérantophone. Au départ, le site s'est appuyé sur la Enciklopedio Kalblanda,  une encyclopédie en espéranto réalisée par Stefano Kalb. Ce dernier a donné les 139 articles qu'il avait écrit et Smith les a adaptés au format wiki. À l'époque, le site était la 11ème version de Wikipédia lancée, et la première dans une langue construite.
Les caractères spéciaux de l'espéranto (ĉĝĥĵŝŭ) n'étaient pas disponible à cette époque. Il a donc été nécessaire d'adapter la graphie et les auteurs ont choisi d'ajouter un x (ĉ = cx), même si d'autres espérantistes préfèrent mettre un h à la place. Grâce au travail de Brion Vibber, la Wikipédia espérantophone est passée en janvier 2002 à Unicode, lui permettant d'afficher sans problème les caractères spéciaux. Cela a initié la conversion de l'ensemble des Wikipédias à Unicode.
Chuck Smith a ensuite participé à plusieurs conférences espérantistes à travers le monde et diffusé son projet dans des médias espérantophones afin de faire connaître Vikipedio.
Lors d'une conférence en République Tchèque en 2002, Chuck Smith convainc un autre espérantophone, Miroslav Malovec, de lancer la Wikipédia en tchèque en traduisant le contenu de la Wikipédia en espéranto.

### Développement
En 2003-2004, Vikipedio a repris en partie l'Encyclopédie de l'espéranto de 1933, ce qui a mené à la création de 2500 articles.
La croissance de la Wikipédia en espéranto a aussi été favorisée, à plusieurs reprises, par la création automatique d'ébauches d'articles géographiques, comme les villes d'Allemagne, les communes d'Italie, les villes du Brésil ou autres. Cependant, à partir du palier des 80 000 articles, la communauté a décidé d'interrompre la création artificielle (par robogiciels) d'articles qui compromettait la qualité de l'encyclopédie[réf. nécessaire]. C'est pour cette raison qu'entre la barre des 80 000 articles (atteinte le 8 juin 2007) et celle des 100 000 articles (23 juin 2008), il s'est écoulé plus d'une année.
En 2011 a lieu à Svitavy (République tchèque) une convention de wikipédiens espérantistes, la Esperanta Vikimanio, à l'occasion des dix ans du site. 

## Statistiques

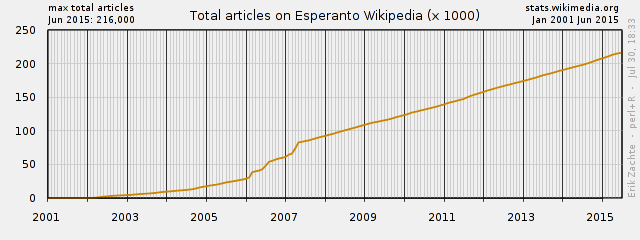
Évolution du nombre d'articles depuis la fondation du site jusqu'en 2015.

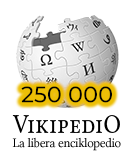
Au passage des 250000 articles.

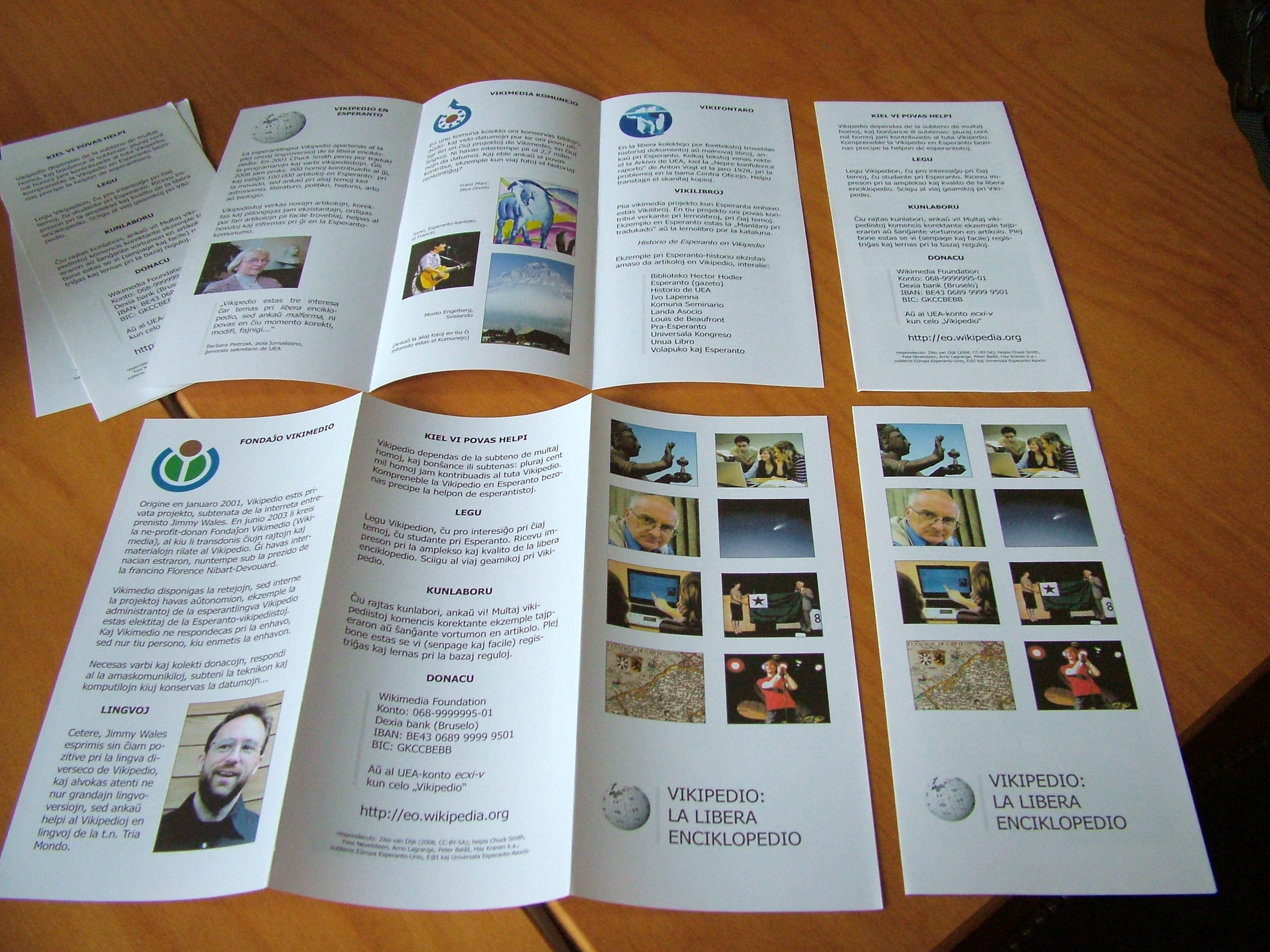
Tract sur la Wikipédia en espéranto.

- Le 7 juillet 2006, l'édition en espéranto franchit le cap des 50 000 articles.
- Le 15 juin 2008, elle atteint 100 000 articles et compte 165 articles de qualités (elstara artikolo) et 126 bons articles (leginda artikolo). Quoique quelque 5 000 utilisateurs soient enregistrés, seuls 800 ont contribué au moins une fois. Le nombre d'utilisateurs actifs qui écrivent au moins 5 articles par mois, ou font au moins 50 contributions, est d'environ 130 personnes, sans compter les robots actifs. Il faut cependant ajouter les contributeurs anonymes.
- Le 7 août 2011, elle atteint 150 000 articles.
- Le 13 août 2014, elle atteint 200 000 articles.
- Le 14 février 2018, elle compte 245 054 articles, 142 640 utilisateurs, 388 utilisateurs actifs et 19 administrateurs[11]. La barre des 250 000 articles est franchie le 18 septembre 2018[12].
- Le 18 septembre 2018, elle atteint 250 000 articles.
- Le 26 février 2020, elle compte quelque 275 425 articles, 168 096 utilisateurs, 324 utilisateurs actifs et 19 administrateurs[11].
- Le 18 juillet 2021, elle atteint 300 000 articles[13].
- Le 28 septembre 2022, elle contient 324 899 articles et compte 200 913 contributeurs, dont 320 contributeurs actifs et 16 administrateurs.
- Le 2 octobre 2023, elle contient 343 939 articles et compte 214 859 contributeurs, dont 318 contributeurs actifs et 14 administrateurs.
- Le 7 août 2024, elle contient 356 982 articles et compte 226 649 contributeurs, dont 301 contributeurs actifs et 12 administrateurs.

## Traduction
Différents outils de traduction automatique ont été utilisés pour faciliter la création d'articles.
Wikitrans est un projet de traduction automatique qui permet de consulter une traduction en espéranto de la Wikipédia anglophone et danoise. 3 millions d'articles ont été traduits en 2010. Ce site collabore avec Vikipedio, en permettant de retravailler le contenu traduit automatiquement depuis l'anglais avant de l'intégrer sur Wikipédia.
Le logiciel libre Apertium a également été utilisé pour traduire des articles. Depuis 2014, il est intégré dans l'outil de traduction (espéranto : EnhavTradukilo) et permet la traduction d'articles depuis les versions linguistiques en anglais, français, espagnol et catalan. Un concours de traduction a été organisé en 2015 avec cet outil.

## Importance pour l'espéranto
En 2009, Lu Wunsch-Rolshoven indique que Vikipedio est « la première encyclopédie généraliste existante depuis 122 années d’histoire de l’Espéranto », même si des tentatives pour créer une Encyclopédie de l'espéranto remontent au début du XXe siècle. Aujourd'hui, la Wikipédia en espéranto est l'un des sites les plus populaires dans cette langue.
Pour le site Américain The Verge, Vikipedio a représenté le premier pas du renouveau de l'espéranto en ligne. Esther Schor estime que la Wikipédia en espéranto « a une quantité disproportionnellement élevée d'articles » au regard du nombre de locuteurs. Selon elle, cela s'explique par le fait que l'espéranto a toujours eu une culture de l'écrit, et les espérantistes ont rapidement investi internet pour communiquer entre eux.
Slate qualifie Vikipedio de « tour de force », ayant réussi à dépasser en nombre d'articles les Wikipédias en grec, slovaque, slovène et estonien.